# 빅토리아 3
《빅토리아 3》(Victoria 3)는 2022년 10월 25일에 출시한 1836년부터 1935년까지의 세계를 다룬 대전략 게임으로, 패러독스 인터랙티브가 배급하며, 2010년 출시작 빅토리아 2의 후속작이다. 2021년 5월 21일에 열린 PDXCON: Remixed(패러독스콘)에서 공개되었다.

## 게임 플레이의 특성
빅토리아 3은 1836년 1월 1일부터 1935년 12월 31일까지의 전 세계를 배경으로 자신이 선택한 국가를 정치·경제·군사·외교·식민지 건설 등 국정 전반을 게이머가 직접 발전시켜야 하는 것이 목표이다. 게이머는 아시아·유럽·아메리카 등 세계 주요 100여개 국가 중 자유롭게 1개 국가를 선정하여 세계 제1의 국가로 발전시켜야 한다.
게이머는 이 과정에서 자원민족주의적인 전략을 사용하여 세계 경제를 좌지우지할 수도 있으며, 자신만의 산업 혁명을 일으켜 세계적인 공업국가로 발전할 수 있기도 하며, 제1차 산업을 진흥하여 게이머의 국가를 바나나 공화국으로 운영할 수도 있다.
게임 속 국민은 민족·정치 성향·계급·종교 등의 특성으로 다양한 욕구와 의사가 있으며 게이머는 이러한 '팝'이라고 부르는 각 집단의 이해관계 득실을 국가의 발전 관점에서 경제 건설·정치 제도 개편·사회개혁 등의 방식을 통하여 충족하여야 한다. 이들의 상황은 게이머의 게임 진행을 통해 다양한 모습으로 변화하며, 특히 실제 역사를 반영하여 '이민'이라는 행동을 통해 게이머가 선택한 국가를 떠나거나 외국에서 유입되어 정착할 수 있다.
빅토리아 3에서 새로 등장한 중대한 변화는 '외교전'이라는 새로운 기능으로, 외교 관계를 진행하다가 충돌하는 지점이 발생할 때 당사국의 거래를 통해 평화롭게 마무리할 수 있기도 하지만 외국이 개입하여 상황이 악화되고, 결국 이 외교전이 파국에 이르고 나서야 전쟁 상태로 진입하여 당사국은 무력 충돌을 각오하고 동원령을 발동하여 전면전을 벌일 수 있다. 빅토리아 3을 디자인한 미카엘 안데르손은 이 시스템에 관하여 "외교를 동등하고 유능하게 만들어 전쟁의 역할을 완화하려는 의도"라고 설명하였다.
유럽이나 아메리카 권역 국가에서는 이 과정이 생략되어있지만, 아시아나 아프리카 등의 국가에서는 특이한 절차를 밟아야 본격적인 강대국으로서의 길이 열리는데, '승인국'이라는 개념이 생성되어 아시아나 아프리카 권역 국가는 국가를 발전시킨 뒤 러일전쟁과 비슷한 방식으로 강대국과의 전쟁에서 승리하여 '승인'이라는 절차를 밟아야 본격적인 강대국으로서의 길이 열렸다. 이후 〈세력권〉확장팩이 도입되면서 승인국 인정 과정은 변화했는데, 근대화 진행 등 일정 조건을 만족하고 주요 강대국 중 어디 하나 이상과의 관계가 진전되었다고 해도 승인국으로 전환할 수 있게 되었다.
이를 위하여 게이머는 자신의 국가의 발전을 위해 자원 관리·외교 역학관계 설정·국가 정책 설계·정치적 안정 등 종합적인 국가 통치를 위한 노력을 게임 속에서 진행하여야 한다.

## 개발
직전편이었던 빅토리아 2가 2010년에 출시된 탓에, 파라독스 인터액티브사의 게임을 즐기던 게이머들 사이에서는 빅토리아 3이 상상의 프로젝트라고 생각했던 이들이 한동안 있었다. 이 논쟁은 2021년 5월 21일 PDXCON: Remixed 행사 과정에서 빅토리아 3 개발계획이 확정되어 제작 단계에 진입했다는 파라독스 인터액티브의 발표가 있고 나서야 종결되었다.
2022년 4월, 베타 버전이 인터넷에 유출되면서 개발이 진행되는 것이 사실로 밝혀졌고, 이윽고 2022년 10월 25일 전 세계에 출시하면서 존재 여부에 대한 논쟁은 종결되었다.

### 확장팩
| 2023 | 민중의 목소리   |
| 2023 | 남부의 거상     |
| 2024 | 세력권          |
| 2024 | 제국의 중심     |
| 2025 | 상업 정관       |
| 2025 | 민족의 각성     |
| 2025 | 이베리아의 황혼 |

| 제목            | 적용된 패치 및 버전 번호 | 유형      | 출시일           | 특징 |
| --------------- | ------------------------ | --------- | ---------------- | --- |
| 민중의 목소리   | 1.3 "아타이"             | 이머전 팩 | 2023년 5월 22일  | 민중의 목소리에서는 개혁 세력과 반동 세력, 그리고 혁명 세력 사이의 역사적 갈등을 주제로 존재감이 넘치는 역사상의 인물들이 각자 자신의 뜻을 관철하기 위해 노력하며 벌어지는 다양한 정치적 위기 상황들이 담겨 있다. 운동가 시스템이 추가되어 실제 역사적인 활동가 60인을 중심으로 한 다양한 운동가들의 투쟁이 등장하였으며, 자국의 이익을 위해 포섭하거나 거꾸로 해외로 추방시킬 수도 있을 수 있으며, 반대로 외국에서 추방된 인물을 자국으로 초빙해올 수도 있다. 그 외 추가 사항으로 그 시대에 역사적 변동이 가장 치열했던 프랑스의 역사적 선택을 체험할 수 있는 부분이 있다. |
| 남부의 거상     | 1.5 "시마항"             | 지역 팩   | 2023년 11월 16일 | 남부의 거상은 남아메리카를 중점으로 하며 남아메리카의 역사를 바탕으로 한 부분이 추가되었다. |
| 세력권          | 1.7 "Kahwah"             | 확장팩    | 2024년 6월 24일  | 세력권에서는 자국의 영향권이 미치는 이익을 보호하는 권력 집단의 형성, 해외 경제 투자, 국내외 정치에 대한 간섭을 중심으로 한 본격적인 외교전을 벌이게 될 것이다. |
| 제국의 중심     | 1.8 "마살라 차이"        | 이머전 팩 | 2024년 11월 21일 | 제국의 중심에서는 인도 대륙과 동인도 회사의 수년간의 차별과 억압 이후 일어난 사건들에 초점을 맞춘다. |
| 상업 정관       | 1.9 "레이디 그레이"      | 메카닉 팩 | 2025년 6월 17일  | 상업 정관에서는 무역·기업·조약 체계를 완전히 혁신했다. 이를 통해 경제력에 기반한 외교와 무역 기업의 등장, 새로운 유형의 조약 체결 요구를 진행할 수 있다. |
| 민족의 각성     | 추후 발표 예정           | 이머전 팩 | 2025년 3분기 내  | 추후 공개 예정 |
| 이베리아의 황혼 | 추후 발표 예정           | 이머전 팩 | 2025년 4분기 내  | 추후 공개 예정 |

## 논란

### 한국사 관련 왜곡 논란
한국어판에서는 잘 드러나지 않는 부분이지만, 영어판 등에서 한국 역사에 대한 번역 오류와 일러스트 오류가 있었다.
인내천을 'Heaven Through Patience'로 번역하거나, 아시아권 공용 일러스트를 사용하는 영향으로 한국사 관련 이벤트에서 중국풍의 일러스트가 사용된 점, 명성황후를 언급할 때 복장 일러스트 고증이 덜 된 부분이 있다는 점이 주요 오류사항으로 지적되었다. 이후 패치를 거쳐서 몇몇 부분에서 한국에 맞는 내용으로 정정되었다.